# Lafarre, Haute-Loire

Lafarre este o comună în departamentul Haute-Loire, Franța. În 2009 avea o populație de 66 de locuitori.